# Spathopsis wissmanni
Spathopsis wissmanni é uma espécie de bivalve da família Mutelidae.
É endémica do Burundi.
Os seus habitats naturais são: rios.